# Psicoreato
Lo psicoreato (thoughtcrime in lingua inglese, crimethink in neolingua) è la denominazione che George Orwell, nel suo romanzo 1984 (1948), dà al più pervasivo strumento repressivo delle istituzioni totalitarie descritte nel romanzo. Con il termine psicoreato si intende il reato commesso da qualunque cittadino di Oceania quando elabora, anche solo a livello interno alla propria mente, anche involontariamente e inconsciamente, pensieri e/o parole contrastanti le teorie del Socing o la figura del Grande Fratello.
Per punire ogni forma di psicoreato, il Partito ha istituito un apposito reparto di polizia, la Psicopolizia. Generalmente, lo psicoreato viene segnalato alla Psicopolizia dai teleschermi collocati praticamente in tutto il territorio dell'Oceania: tuttavia in alcuni casi si può essere scoperti direttamente da un agente della Psicopolizia in borghese o addirittura si può essere traditi da amici, colleghi, parenti. Chi viene incriminato di psicoreato viene "vaporizzato", ovvero arrestato dalla Psicopolizia e portato nel Ministero dell'Amore, dove a seguito di torture ed umiliazioni gli viene lavato il cervello ed inculcato l'amore assoluto per il Partito e per il Grande Fratello. In seguito l'accusato viene generalmente ucciso con un colpo di pistola dietro la nuca.
Come tutti i principali elementi del romanzo di Orwell, anche lo psicoreato è una metafora di situazioni possibili, o reali, in una società totalitaria.